# Art Duncan
William James Arthur Duncan, född 4 juli 1891 i Sault Ste. Marie, Ontario, död 13 april 1975 i Aurora, Ontario, var en kanadensisk professionell ishockeyspelare och ishockeytränare.

## Karriär
Art Duncan spelade för Edmonton Eskimos och Edmonton Albertas i ASHL åren 1913–1915 innan han flyttade västerut till Vancouver Millionaires i PCHA för vilka han gjorde 11 poäng på 17 matcher säsongen 1915–16. Säsongen 1916–17 hann Duncan endast spela sex matcher för Torontos 228:e bataljon i NHA innan laget skickades iväg till Europa för militärtjänstgöring i Första världskriget. Duncan spelade ingen ishockey säsongen 1917–18 men 15 januari 1919 var han tillbaka i Vancouver Millionaires och PCHA i en match mot Seattle Metropolitans.
Duncan spelade med Vancouver Millionaires och dess senare inkarnation Vancouver Maroons fram till och med säsongen 1924–25 då Vancouver Maroons togs upp av WCHL sedan PCHA lagts ner. Med Millionaires och Maroons spelade Duncan om Stanley Cup vid fyra tillfällen, dock utan att lyckas vinna den åtråvärda pokalen. 1921 och 1922 förlorade Millionaires i de femte och avgörande matcherna i finalserierna mot Ottawa Senators respektive Toronto St. Patricks. 1923 förlorade Maroons mot Ottawa Senators med 3-1 i matcher i finalserien och 1924 fick laget ge sig mot Montreal Canadiens som vann dubbelmötet med målskillanden 5-3. Säsongen 1923–24 vann Duncan PCHA:s poängliga från sin backposition med 31 poäng på 30 matcher, två poäng före Victoria Cougars center Frank Fredrickson.
Säsongen 1925–26 spelade Duncan för Calgary Tigers i WHL och säsongen därefter, 1926–27, agerade han spelande tränare för Detroit Cougars i NHL. Därefter spelade Duncan för Toronto Maple Leafs i NHL åren 1927–1931. Säsongerna 1930–31 och 1931–32 tränade han även Maple Leafs under sammanlagt 47 matcher.

## Statistik

### Spelare
Ma. = Matcher, M = Mål, A = Assists, P = Poäng, Utv. = Utvisningsminuter
| 1913–14            | Edmonton Eskimos        | ASHL               | 5   | 2  | 0  | 2   | 16  | 3  | 1 | 0 | 1 | 3  |
| 1914–15            | Edmonton Albertas       | ASHL               | 3   | 1  | 0  | 1   | 11  |    |   |   |   |    |
| 1915–16            | Vancouver Millionaires  | PCHA               | 17  | 7  | 4  | 11  | 25  |    |   |   |   |    |
| 1916–17            | Torontos 228:e bataljon | NHA                | 6   | 3  | 1  | 4   | 6   |    |   |   |   |    |
| 1919               | Vancouver Millionaires  | PCHA               | 17  | 2  | 1  | 3   | 0   | 2  | 0 | 0 | 0 | 0  |
| 1919–20            | Vancouver Millionaires  | PCHA               | 22  | 5  | 9  | 14  | 3   | 2  | 0 | 0 | 0 | 0  |
| 1920–21            | Vancouver Millionaires  | PCHA               | 24  | 3  | 5  | 8   | 6   | 2  | 0 | 3 | 3 | 0  |
| 1920–21            | Vancouver Millionaires  | Stanley Cup        |     |    |    |     |     | 5  | 2 | 1 | 3 | 3  |
| 1921–22            | Vancouver Millionaires  | PCHA               | 24  | 5  | 9  | 14  | 25  | 2  | 0 | 0 | 0 | 0  |
| 1921–22            | Vancouver Millionaires  | West-P             |     |    |    |     |     | 2  | 3 | 0 | 3 | 0  |
| 1921–22            | Vancouver Millionaires  | Stanley Cup        |     |    |    |     |     | 5  | 0 | 1 | 1 | 9  |
| 1922—23            | Vancouver Maroons       | PCHA               | 25  | 15 | 6  | 21  | 8   | 2  | 1 | 0 | 1 | 0  |
| 1922—23            | Vancouver Maroons       | Stanley Cup        |     |    |    |     |     | 4  | 2 | 2 | 4 | 0  |
| 1923–24            | Vancouver Maroons       | PCHA               | 30  | 21 | 10 | 31  | 44  | 2  | 0 | 1 | 1 | 4  |
| 1923–24            | Vancouver Maroons       | West-P             |     |    |    |     |     | 3  | 1 | 1 | 2 | 2  |
| 1923–24            | Vancouver Maroons       | Stanley Cup        |     |    |    |     |     | 2  | 0 | 0 | 0 | 6  |
| 1924–25            | Vancouver Maroons       | WCHL               | 26  | 5  | 5  | 10  | 28  |    |   |   |   |    |
| 1925–26            | Calgary Tigers          | WHL                | 29  | 9  | 4  | 13  | 30  |    |   |   |   |    |
| 1926–27            | Detroit Cougars         | NHL                | 34  | 3  | 2  | 5   | 26  |    |   |   |   |    |
| 1927–28            | Toronto Maple Leafs     | NHL                | 43  | 7  | 5  | 12  | 97  |    |   |   |   |    |
| 1928–29            | Toronto Maple Leafs     | NHL                | 39  | 4  | 4  | 8   | 53  | 4  | 0 | 0 | 0 | 4  |
| 1929–30            | Toronto Maple Leafs     | NHL                | 38  | 4  | 5  | 9   | 49  |    |   |   |   |    |
| 1930–31            | Toronto Maple Leafs     | NHL                | 2   | 0  | 0  | 0   | 0   | 1  | 0 | 0 | 0 | 0  |
| PCHA totalt        | PCHA totalt             | PCHA totalt        | 159 | 58 | 44 | 102 | 111 | 12 | 1 | 4 | 5 | 4  |
| WCHL + WHL totalt  | WCHL + WHL totalt       | WCHL + WHL totalt  | 55  | 14 | 9  | 23  | 58  | –  | – | – | – | –  |
| NHL totalt         | NHL totalt              | NHL totalt         | 156 | 18 | 16 | 34  | 225 | 5  | 0 | 0 | 0 | 4  |
| Stanley Cup totalt | Stanley Cup totalt      | Stanley Cup totalt | –   | –  | –  | —   | –   | 16 | 4 | 4 | 8 | 18 |

### Tränare
M = Matcher, V = Vinster, F = Förluster, O = Oavgjorda, P = Poäng
| Lag                 | Säsong  | Grundserie | Grundserie | Grundserie | Grundserie | Grundserie | Grundserie              | Slutspel                  |
| Lag                 | Säsong  | M          | V          | F          | O          | P          | Resultat                | Resultat                  |
| ------------------- | ------- | ---------- | ---------- | ---------- | ---------- | ---------- | ----------------------- | ------------------------- |
| Detroit Cougars     | 1926–27 | 33         | 10         | 21         | 2          | 22)        | 5:a i American Division | –                         |
| Toronto Maple Leafs | 1930–31 | 42         | 21         | 13         | 8          | 50         | 2:a i Canadian Division | Förlorade i första rundan |
| Toronto Maple Leafs | 1931–32 | 5          | 0          | 3          | 2          | 2          | 2:a i Canadian Division | –                         |